# شاي أعالي الجبال

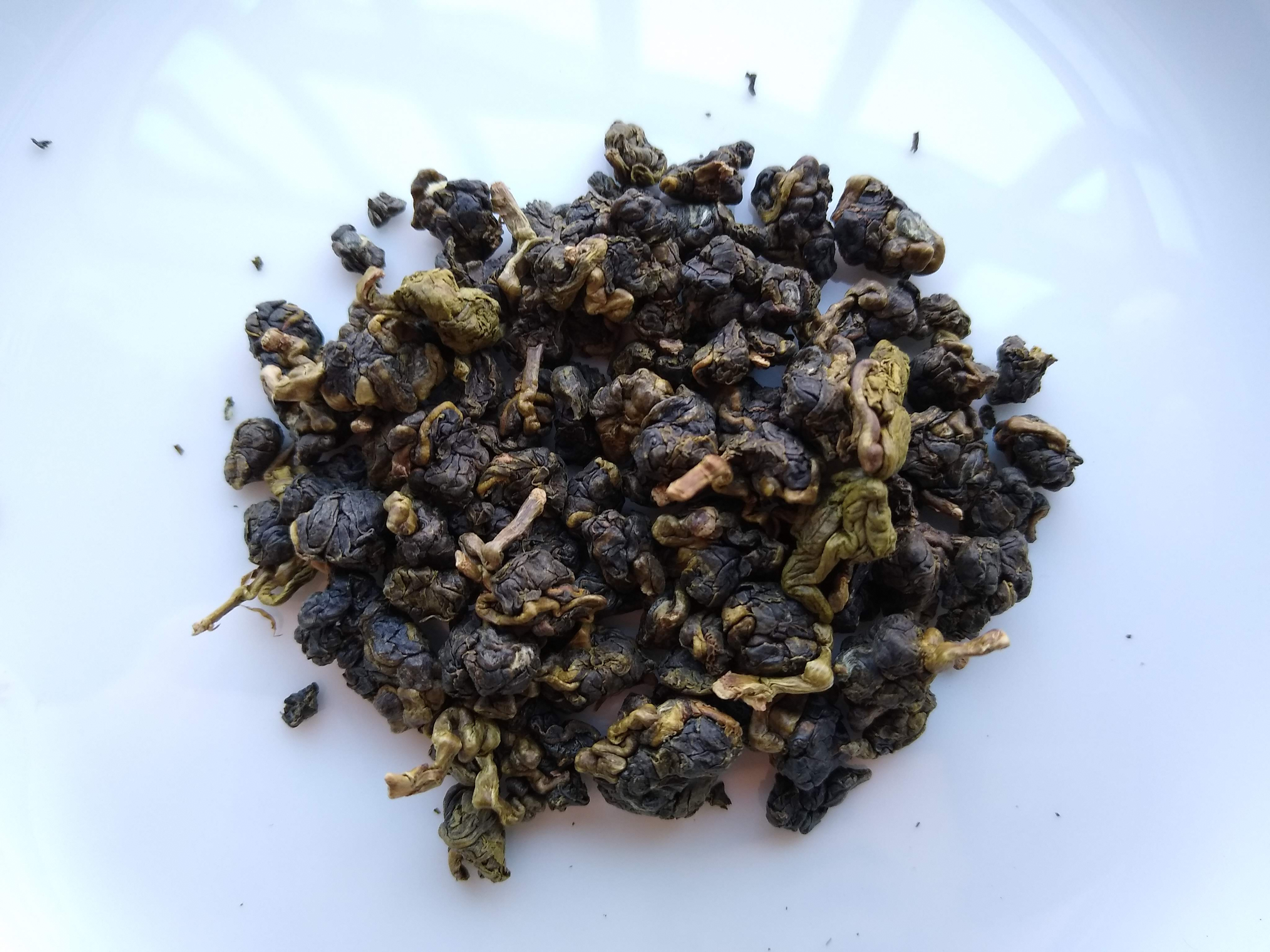
شاي جوشان

شاي أعالي الجبال أو شاي غوشان يشير إلى عدة أنواع من شاي أولونغ الذي يزرع في الجبال وسط تيوان، ويزرع على ارتفاعات أعلى من 1000 متر (3300 قدم) 9  فوق مستوى سطح البحر، وتشمل أصنافًا مثل أليشان، دايولينج، يو شان، ووش، وليشان. الرطوبة العالية والتساقط الطبيعي في سلاسل الجبال العالية في مقاطعتي نانتو وتشياي تجعل المنطقة بيئة مناسبة لزراعة نباتات الشاي. هاي ماونتن أولونج هو شاي يحتوي على جميع العناصر الغذائية الأصلية الموجودة داخل الشاي الأخضر غير المخمر. لا يحمل طعمًا شبيهًا بالعشب المعتاد، ولكن نظرًا لعملية التخمير التي تزيل المكونات القاسية، فإنها تسمح للشاي بطعم لذيذ.

## إنتاج
عادة ما تحصد أوراق شاي جوشان يدويًا، وتنمو ببطء بسبب الهواء الرقيق في الارتفاعات العالية.  وبالتالي، فإن محصول شاي الجوشان منخفض نسبيًا كل عام.  هناك نوعان من شاي غوشان على أساس الموسم: الشتاء جاوشان تحصد في أواخر أكتوبر، والربيع جاوشان تحصد في منتصف يونيو. 
تستغرق معالجة مجموعة من شاي جوشان حوالي 36 إلى 40 ساعه.إذا سمح الطقس بذلك، تنتشر الأوراق المقطوعة يدوياً فوق قطعة قماش، حيث تنبت عليها روائح مثل الياسمين والورد وإبرة الراعي. يطوى الشاي لأحداث كدمات للأوراق من أجل الأكسدة، ثم يُنقل إلى صينية أخرى حيث يتخمر ويذبل لمدة ثماني ساعات. ثم تعبأ على أنها «شاي منديل»، حيث يركز المزارعون على جودة الشاي بدلاً من الكمية.